# Singles Collection: The London Years
Singles Collection: The London Years er et opsamlingsalbum af The Rolling Stones musik, som blev udgivet af deres tidligere manager Allen Kleins ABKCO Records (der havde rettighederne til bandets Decca / London materiale i 1970) efter bandets afsked med Decca og Klein. 
Det blev udgivet i 1989, og Singles Collection: The London Years er et tredobbelt album med alle Rolling Stones singler – og deres b-sider – mest i deres originale mono lyd, og både i England og USA, og omfattende hele deres periode med Decca Records i England, og London Records i Amerika – derfra albummets titel. 
De eneste undtagelser er "Natural Magic" (et Ry Cooder instrumental, udgivet som B-side på "Memo From Turner"), og "Let It Rock" (udgivet i England på "Brown Sugar"/"Wild Horses" singlen).
Med et område der spænder fra 1963 til 1971 starter det tredobbelte album med deres allerførste engelske single, et cover af Chuck Berrys "Come On", og strækker sig igennem Sticky Fingers "Brown Sugar" og "Wild Horses" (som Allen Klein deler udgivelse rettighederne med The Rolling Stones).
Albummet blev udgivet kun et par uger før The Rolling Stones comeback album Steel Wheels, der blev udgivet efter en pause, og månederne efter de blev medlem af Rock and Roll Hall of Fame. Det solgte platin, og blev nummer 91. i USA.

## Spor
- Alle sangene er skrevet af Mick Jagger and Keith Richards udtaget hvor andet er noteret.

### Disc 1
1. "Come On" (Chuck Berry) – 1:48
2. "I Want to Be Loved" (Willie Dixon) – 1:52
3. "I Wanna Be Your Man" (John Lennon/Paul McCartney) – 1:43
4. "Stoned" (Nanker Phelge) – 2:09
5. "Not Fade Away" (Charles Hardin/Norman Petty) – 1:47
6. "Little by Little" (Nanker Phelge/Phil Spector) – 2:39
7. "It's All Over Now" (Bobby Womack/Shirley Jean Womack) – 3:27
8. "Good Times, Bad Times" – 2:31
9. "Tell Me" – 2:47
10. "I Just Want to Make Love to You" (Willie Dixon) – 2:17
11. "Time Is on My Side" (Norman Meade) – 2:53 
  -  Versionen er taget fra Regent Studios i London, og ikke den bedre kendte version fra Chess Records i Chicago.
12. "Congratulations" – 2:28
13. "Little Red Rooster" (Willie Dixon) – 3:05
14. "Off the Hook" – 2:34
15. "Heart of Stone" – 2:45
16. "What a Shame" – 3:03
17. "The Last Time" – 3:42
18. "Play With Fire" (Nanker Phelge) – 2:14
19. "(I Can't Get No) Satisfaction" – 3:43
20. "The Under Assistant West Coast Promotion Man" (Nanker Phelge) – 3:08
21. "The Spider and the Fly" – 3:38
22. "Get Off of My Cloud" – 2:54
23. "I'm Free" – 2:24
24. "The Singer Not the Song" – 2:22
25. "As Tears Go By" (Mick Jagger/Keith Richards/Andrew Loog Oldham) – 2:45

### Disc 2
1. "Gotta Get Away" – 2:07
2. "19th Nervous Breakdown" – 3:56
3. "Sad Day" – 3:01
4. "Paint It, Black" – 3:44
5. "Stupid Girl" – 2:55
6. "Long, Long While" – 3:01
7. "Mother's Little Helper" – 2:45
8. "Lady Jane" – 3:10
9. "Have You Seen Your Mother, Baby, Standing in the Shadow?" – 2:34
10. "Who's Driving Your Plane?" – 3:14
11. "Let's Spend the Night Together" – 3:26
12. "Ruby Tuesday" – 3:13
13. "We Love You" – 4:36
14. "Dandelion" – 3:48
15. "She's a Rainbow" – 4:11
16. "2000 Light Years from Home" – 4:44
17. "In Another Land" (Bill Wyman) – 2:53
18. "The Lantern" – 4:26
19. "Jumpin' Jack Flash]" – 3:38
20. "Child of the Moon" – 3:12

### Disc 3
1. "Street Fighting Man" – 3:09
2. "No Expectations" – 3:55
3. "Surprise, Surprise" – 2:30
4. "Honky Tonk Women" – 3:00
5. "You Can't Always Get What You Want" – 4:49
6. "Memo from Turner" – 4:06 
  -  Udgivet som et Mick Jagger solo single i november 1970.
7. "Brown Sugar" – 3:49
8. "Wild Horses" – 5:42
9. "I Don't Know Why" (Stevie Wonder/Paul Riser/Don Hunter/Lula Hardaway) – 3:01
10. "Try a Little Harder" – 2:17
11. "Out of Time" – 3:22
12. "Jiving Sister Fanny" – 3:20
13. "Sympathy for the Devil" – 6:17